# Utvisning ur Sverige

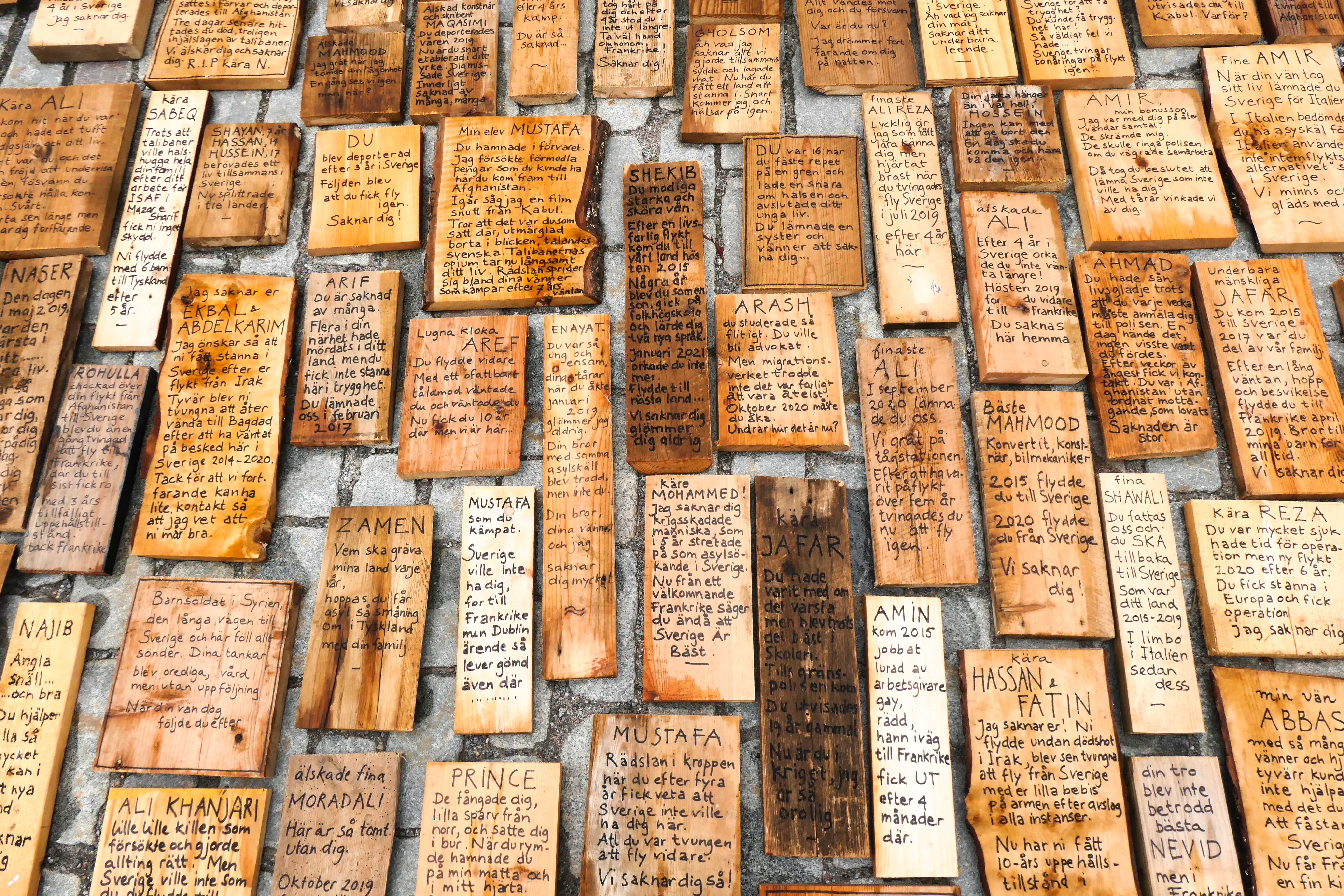
Några asylsökandes öden från manifestationen ”Den stora saknaden” på Mynttorget i Stockholm den 20 juni 2022 där konstnären Marit Törnqvist har placerat ut 500 handskrivna brädor för att uppmärksamma alla dem som välkomnades att söka asyl i Sverige men sedan hamnade i en fälla av långa väntetider, rättsosäkra beslut, åldersuppskrivningar och ändrade lagar. Några gick döden till mötes.

Utvisning ur Sverige är en juridisk åtgärd som regleras i Utlänningslagen (2005:716) och Lagen om särskild utlänningskontroll (1991:572) och som innebär att en utlänning skall lämna landet. Utvisning kan ske av olika anledningar, till exempel att en person saknar uppehållstillstånd eller annan rätt att vistas i Sverige, om personen har dömts för ett brott som kan leda till fängelse, med hänsyn till allmän ordning och säkerhet eller om det är särskilt påkallat av hänsyn till rikets säkerhet.  Enligt EU:s återvändandedirektiv ska personer som vistas utan tillstånd i EU-länder återvända till sina hemländer, ett transitland eller annat tredje land.

## Utvisning efter dom i brottsmål
Personer som inte är svenska medborgare och som har begått allvarlig eller upprepad brottslighet kan av domstol dömas till utvisning. Detta gäller inte om personen är under 15 år och har vistats i Sverige i mer än 5 år.

## Utvisning efter avslag från Migrationsverket
Den som sökt men inte beviljats uppehållstillstånd får ett utvisningsbeslut som oftast ska verkställas inom fyra veckor efter att beslutet vunnit laga kraft. Om Migrationsverket bedömer att personen inte tänker lämna Sverige frivilligt lämnas ansvaret över till polisen som har rätt att genomföra utvisningen med tvång.
Polisen i sin tur kan vid behov anlita kriminalvården för att verkställa utvisningen, men det är fortfarande polisen som är verkställande myndighet. En stor andel som fick avslag på sin asylansökan återvände inte frivilligt under perioden 1999-2018. Politiskt är det uttalat att återvändande är prioriterat, men diskrepansen är stor mellan det uttalade målet och utfallet.
I polisens föreskrifter anges att polismyndigheten i möjligaste mån ska planera en verkställighet av ett utvisningsbeslut tillsammans med den berörde utlänningen vad avser tidpunkt för avresa, transportmedel och resväg. I november 2018 rapporterade Sveriges Radios Ekoredaktion en kraftig ökning av så kallade "dolda resor" där varken den asylsökande eller hens advokat fått reda på utvisningstidpunkten i förväg. Hösten 2018 skedde var tionde utvisning på det sättet.

### Avslagen asylansökan
För asylsökande gäller att reglerna för utvisning används för beslut som meddelas mer än tre månader efter en utlännings första ansökan om uppehållstillstånd i Sverige. Från och med den 31 mars 2006 används termen avvisning för avlägsnandebeslut som meddelas inom tre månader efter den första ansökan om uppehållstillstånd.

### Förutsättningar för utvisning av barn
För att Sverige ska kunna utvisa en person under 18 år krävs att denne kan identifieras och att anhöriga i hemlandet kan lokaliseras. En projektledare på Migrationsverket har dock uttalat att verket kan tänka sig att verkställa utvisningar även om varken föräldrar eller andra anhöriga kan påträffas, om någon myndighet garanterar att barnet tas om hand på exempelvis ett barnhem. Ensamkommande asylsökande som inte kan bevisa sin ålder genom identitetshandlingar erbjuds att genomgå medicinsk åldersbedömning, varefter Migrationsverket fattar beslut om personen ska anses vara över eller under 18.

## Verkställande myndigheter
Utvisningarna genomförs av Kriminalvårdens nationella transportenhet (NTE) som även sköter avvisningar och utvisningar åt Migrationsverket. Verkställigheten kan också genomföras i samarbete med den europeiska gräns- och kustbevakningsbyrån Frontex.

### Transportenhetens befogenheter vid utvisning
Kriminalvårdens transportenhet har följande regler för hur en tvångsutvisning ska förberedas:
"Kriminalvårdens personal besöker personen som ska utvisas före resan för att förklara hur resan är planerad och försöka förmå personen att frivilligt följa med. Besöket syftar också till att skapa ett förtroende mellan personen och transportpersonalen samt se till att personen är väl förberedd och införstådd med vad som ska ske. På avresedagen hämtas personen för avfärd till flygplatsen och ombordstigning på flygplanet, vilket oftast sker vid sidan om ordinarie incheckning och ombordstigning. Framme i mottagarlandet säkerställer personalen att personen accepteras av mottagarlandet."
Kriminalvården har rätt att använda tvång för att genomföra utvisningen. NTE har en praxis att ge ett mindre bidrag till den som utvisas. En summa 500 Euro har bedömts som korrekt att betala ut.
Under 2019 har någon form av tvångsmedel använts vid sex procent av utvisningsresorna. Den utrustning som kan användas är ”bodycuff” som fixerar händerna vid midjan, kardborreremmar, handfängsel och spotthuva, som har ett finmaskigt nät för fri sikt framåt.